# 마크 애슈턴

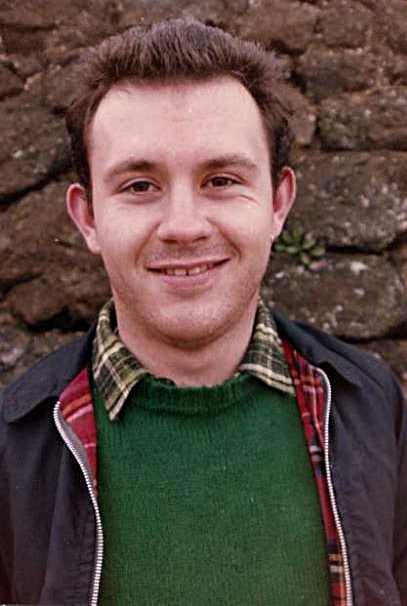
마크 애슈턴 (1986년)

마크 애슈턴(Mark Christian Ashton, 1960년 5월 19일 ~ 1987년 2월 11일)은 영국 잉글랜드의 LGBT 인권운동가, 사회주의자, 공산주의자, 신좌파 활동가이다. 영국 공산당의 당원이었다.